# Deficiencia de la hormona de crecimiento
La deficiencia de la hormona de crecimiento es un trastorno clínico causado por problemas que surgen en la glándula pituitaria o hipófisis, caracterizada por una insuficiente producción de la hormona de crecimiento (GH, del inglés: growth hormone), que afecta tanto a niños como a adultos. Muchas de las causas de la aparición de una deficiencia de la hormona de crecimiento son desconocidas. 
La hormona de crecimiento (GH) o somatotropina es un polipéptido que estimula el crecimiento y reproducción celular, de modo que una deficiencia de esta hormona produce trastornos en los diferentes grupos de edades. 
Hasta hace poco tiempo, se pensaba que el papel de la hormona de crecimiento finalizaba una vez conseguida la talla final y que tenía una escasa importancia en la fisiología del adulto. Su nombre, que hace más alusión a su efecto sobre el crecimiento longitudinal que a sus efectos metabólicos, contribuye a mantener ese concepto equivocado.
Sin embargo, la deficiencia de la GH en los niños no se limita al impacto sobre el crecimiento longitudinal, sino que puede afectar a su desarrollo neurológico y producir un cúmulo de factores precoces de riesgo cardiovascular. La deficiencia de la GH en adultos se asocia con una considerable morbilidad y mortalidad, con consecuencias metabólicas tales como el aumento de la grasa corporal, perfiles anormales de lípidos en suero, capacidad de ejercicio reducida, disminución de la densidad mineral ósea, reducción de la sensibilidad a la insulina, disminución del bienestar psicológico y mortalidad prematura, en relación con el elevado riesgo asociado de padecer enfermedad cardiovascular.
El diagnóstico de la deficiencia de la GH es generalmente directo en los niños con retraso del crecimiento, pero en los adultos a menudo representa un considerable reto.
La deficiencia de la GH puede ser tratada a través de la administración de la hormona de crecimiento, o bien mediante la radiación o tratamiento quirúrgico de los tumores hipofisarios, cuando están presentes y son responsables de dicho déficit.

## Historia
Muchas pinturas europeas, en particular las de la Corte Española, retratan a personas con estatura extremadamente corta, que podrían haber padecido deficiencia de la hormona de crecimiento. Durante la década de 1800, el General Tom Thumb y su esposa, Lavinia Warren, explotaron su baja estatura como parte del Circo Barnum y Bailey. La pareja podría haber tenido deficiencia de la GH, aunque tal diagnóstico no fue conocido hasta el año 1900.
En la década de 1950 se descubrió la hormona del crecimiento, aislada a partir de glándulas hipofisarias de seres humanos y simios antropoides, utilizándola para estimular el crecimiento en los niños con deficiencia de la GH. En Estados Unidos, desde 1958 hasta 1985 se utilizó en los tratamientos hormona de crecimiento hipofisiaria de origen cadavérico. En 1985 se dejó de distribuir por la aparición de varios casos de la enfermedad de Creutzfeldt-Jakob (ECJ). En todo el mundo, se han producido al menos 226 casos de muerte por hormona de crecimiento de origen cadavérico contaminada.
Desde 1985, la hormona de crecimiento producida por tecnología ADN recombinante ha asegurado un suministro seguro e ilimitado para la terapia de la deficiencia de la GH.
El tratamiento con hormona de crecimiento en adultos con deficiencia grave de la GH se aprobó en Europa en 1995 y un año más tarde, en Estados Unidos.

## Clasificación
La deficiencia de la hormona de crecimiento puede ser aislada o asociada a otras insuficiencias hipofisarias. Puede ser parcial o completa. La deficiencia múltiple de hormonas pituitarias que involucra la deficiencia de la GH es causada por defectos genéticos en las células madre de la pituitaria o por problemas anatómicos que pueden ser congénitos o adquiridos (por ejemplo, tumores, traumatismo, radiación, infección, etc…).
El término hipopituitarismo se utiliza con frecuencia de forma intercambiable con la deficiencia de la GH por endocrinólogos, pero más a menudo denota la deficiencia de la GH más déficit de al menos otra hormona del lóbulo anterior de la hipófisis. Cuando la deficiencia de la GH (generalmente con otras deficiencias de la pituitaria anterior) se asocia con deficiencia de la hormona pituitaria posterior (por lo general la diabetes insípida), la condición se denomina panhipopituitarismo. 

## Etiología
La deficiencia de la hormona de crecimiento de inicio en la infancia, puede aparecer como resultado de patologías de la hipófisis o hipotalámicas, pero por lo general no se puede identificar la causa, por lo que se denomina deficiencia de la GH idiopática y suele tratarse de un déficit aislado de la GH.
La deficiencia de la GH puede ser el resultado de mecanismos autoinmunes como parte del espectro de los déficits endocrinos en la hipofisitis autoinmune o en pacientes con síndrome poliglandular autoinmune que desarrollan anticuerpos antipitutitaria. Se han documentado casos en niños de un vínculo entre factores autoinmunes y deficiencia de la GH y en 2006, De Bellis et al. demostraron que anticuerpos antipituitaria específicos frente a la hormona de crecimiento pueden ser detectados en hasta un 27% de los niños prepúberes con deficiencia de la GH idiopática, lo que sugiere una posible implicación de factores autoinmunes en el desarrollo de la deficiencia de la GH. 
En el adulto, la insuficiencia de la GH es con frecuencia una alteración adquirida en la edad adulta, aunque aproximadamente el 20% de los casos son diagnosticados durante la infancia. Las causas más frecuentes son los tumores, los traumatismos cráneo-encefálicos, las enfermedades granulomatosas en el área hipotálamo-hipofisaria, la cirugía craneal y la radioterapia. Con frecuencia se trata de procesos orgánicos que provocan insuficiencia hormonal múltiple, a diferencia de lo que ocurre en la infancia, en la que la forma de presentación más habitual es la que cursa con déficit aislado de la GH.
Una lista más completa de las causas incluye: 
- Mutaciones de genes específicos, como el GHRHR y el GH1.
- Enfermedades congénitas asociadas a la hipófisis, como la displasia septo-óptica (DSO) o síndrome DeMorsier,[18] la ectopia de la hipófisis posterior, el síndrome de Prader-Willi, el síndrome de Turner,[19] o la deficiencia del gen SHOX.[20]
- Insuficiencia renal crónica.[21]
- Algunos bebés pequeños para la edad gestacional.
- Tumores intracraneales localizados dentro o en las proximidades de la silla turca, especialmente el denominado craneofaringioma.
- Traumatismo craneal severo.
- Daño a la glándula hipófisis por trastornos intracraneales, como la hidrocefalia; por radioterapia craneal (por ejemplo, para el tratamiento de la leucemia o tumores en el cerebrales); por cirugía; o por un traumatismo.
- Inflamación autoinmune (Hipofisitis).
- Infarto de la glándula hipofisaria secundario a una hemorragia postparto (síndrome de Sheehan) o apoplejía pituitaria hemorrágica.

Es normal que a lo largo de la vida la hipófisis produzca cantidades decrecientes de GH y muchas otras hormonas, especialmente los esteroides sexuales. Por lo tanto, los médicos deben distinguir entre la reducción natural en los niveles de GH asociada con la edad, de la "verdadera" deficiencia congénita o adquirida de la GH.

## Epidemiología

### Niños
La prevalencia de la deficiencia idiopática de la hormona de crecimiento es difícil de estimar. Se barajan cifras desde 1 caso por cada 1800 niños en Sri Lanka (una probable sobreestimación debida a los criterios de diagnóstico liberales) a 1 de cada 3800 nacidos vivos en el Reino Unido.
Las tasas de deficiencia de la GH en los niños mayores están aumentando a medida que más niños sobreviven al cáncer infantil tratado con radioterapia, aunque las cifras exactas son difíciles de obtener.

### Adultos
La deficiencia de la GH en adultos es una entidad recientemente reconocida, de difícil diagnóstico. Su prevalencia e incidencia reales actualmente se desconocen.

## Cuadro clínico

### En niños
Datos recientes demuestran que la deficiencia de la GH no se limita al impacto sobre el crecimiento longitudinal, sino que puede tener un considerable efecto negativo en la salud y en el desarrollo neurológico de los niños, y ocasionar un cúmulo de factores precoces de riesgo cardiovascular. La deficiencia de la GH diagnosticada en la infancia puede persistir en la vida adulta en un alto porcentaje de pacientes. Además, los niños con deficiencia de la GH aislada idiopática (sin causa conocida) tienen un riesgo aumentado de desarrollar deficiencia múltiple de diversas hormonas hipofisarias.
La deficiencia prenatal severa de la GH, como ocurre en el hipopituitarismo congénito, tiene poco efecto sobre el crecimiento fetal. Sin embargo, la deficiencia prenatal congénita puede reducir el tamaño del pene, sobre todo cuando también existe déficit de gonadotropinas. Además del micropene en los varones, las consecuencias adicionales de la deficiencia severa en los primeros días de vida pueden incluir hipoglucemia e ictericia exagerada (a expensas tanto de la bilirrubina directa, como indirecta). 
La deficiencia congénita de la GH no suele afectar el crecimiento longitudinal hasta después de los primeros meses de vida. El retardo del crecimiento desde finales del primer año hasta la mitad de la adolescencia, es el sello distintivo de la deficiencia de la GH en la infancia. El crecimiento no se ve tan severamente afectado en la deficiencia de la GH como en el hipotiroidismo no tratado, pero es típico el crecimiento retrasado en aproximadamente la mitad de la velocidad normal para la edad. Suele producirse un retraso asociado en la maduración física, de forma que tanto la maduración ósea como la pubertad pueden retrasarse varios años. Cuando la deficiencia severa de la GH está presente desde el nacimiento y nunca tratada, se produce enanismo, con estaturas adultas tan cortas como 122 a 135 cm. 
La deficiencia grave de la GH en la primera infancia también se traduce en desarrollo muscular deficiente, por lo que tanto el estar de pie, caminar y saltar pueden retrasarse. La composición del cuerpo (es decir, las cantidades relativas de hueso, músculo y grasa) se ve afectada en muchos niños con deficiencia severa, por lo que es común el sobrepeso de leve a moderado, aunque la deficiencia aislada de la GH rara vez causa obesidad severa. Algunos niños con deficiencias graves de la GH tienen rasgos faciales reconocibles, de “querubín”, que se caracterizan por hipoplasia maxilar y frente prominente.
Aproximadamente el 5% de los niños con deficiencia de la GH también presenta episodios de hipoglucemia, que se resuelven con el tratamiento con GH.
Otros efectos secundarios que pueden aparecer en los niños afectan al cabello e incluyen crecimiento ralo, recesión frontal, pili torti (cabellos retorcidos en su eje longitudinal, que se rompen con facilidad) o tricoclasia (cabellos con puntos gruesos o débiles, nudosos, que hacen que éste se desprenda fácilmente).

### En adultos
En el adulto, la deficiencia de secreción de la GH se manifiesta principalmente por alteraciones en el metabolismo, que cursan con disminución de la masa magra (tejido muscular, huesos y vísceras) y del agua total, asociada al aumento de la masa grasa de predominio en el abdomen; anomalías del perfil lipídico caracterizadas por un aumento del colesterol total con valores elevados de LDL y disminución del HDL, lo que implica un elevado riesgo de padecer enfermedad cardiovascular; aumento de la resistencia a la insulina; disminución de la densidad mineral ósea; disminución de la actividad fibrinolítica; aumento de los valores circulantes de la proteína C reactiva y de la interleucina-6.
| MANIFESTACIONES CLÍNICAS EN LOS ADULTOS CON DÉFICIT DE HORMONA DEL CRECIMIENTO                                                                         | | |
| SÍNTOMAS | SIGNOS | HALLAZGOS EN PRUEBAS COMPLEMENTARIAS |
| Baja energía y vitalidad. Labilidad emocional. Mal humor. Pérdida del autocontrol. Ansiedad. Alteración del bienestar psicológico. Aislamiento social. | Sobrepeso de predominio en la cintura. Piel fría, fina y seca. Fuerza muscular reducida. Disminución de la capacidad para el ejercicio. | Alteración en la composición corporal. - Disminución de la masa magra (masa corporal sin contar la grasa: tejido muscular, huesos y vísceras). - Aumento de la masa grasa. Disminución de la masa mineral ósea (osteopenia, osteoporosis). Perfil lipídico aterogénico (causante de ateroesclerosis). Disminución de la síntesis proteínica. Disminución del metabolismo basal. |

## Diagnóstico
Los endocrinólogos pediátricos son los médicos que se especializan en el diagnóstico y tratamiento de la deficiencia de la hormona de crecimiento y de los problemas de crecimiento en los niños. Endocrinólogos e internistas son los médicos con más experiencia en la evaluación y tratamiento de la deficiencia de la GH en el adulto. 

### En niños
Los médicos utilizan una combinación de criterios directos e indirectos en la evaluación de la deficiencia de la GH, que se detallan a continuación:
- Pruebas de provocación

La secreción pulsátil de la hormona de crecimiento no permite su valoración con una determinación aislada, por lo que se deben realizar pruebas de provocación. La respuesta >10 ng/ml se considera normal. Se necesitan dos pruebas negativas para el diagnóstico de deficiencia de la GH, debido a que diversos factores pueden inducir una liberación de GH y bloquear la respuesta posterior a los estímulos farmacológicos. Durante el período peripuberal, así como en presencia de obesidad, las respuestas son menores, lo que dificulta el diagnóstico.
Se han desarrollado múltiples pruebas de provocación. Las más utilizadas son: La hipoglucemia inducida por insulina,  la estimulación con clonidina, arginina, glucagón, el test del ejercicio y el ejercicio + propanol, GHRH.
Otras pruebas necesarias incluyen:
- Determinaciones analíticas

- Generales: Encaminadas a estudiar la presencia de cualquier enfermedad crónica causante del retraso de crecimiento:

- Hemograma completo.
- Pruebas de función hepática y renal.
- Hierro, Transferrina, Índice de saturación.
- Ferritina.
- Inmunoglobulina A.
- Anticuerpos específicos de enfermedad celíaca (anticuerpos antitransglutaminasa del tipo IgA y, en presencia de déficit de IgA, también del tipo IgG).

- Hormonales:

- Hormonas tiroideas: TSH y T4 libre.
- Cortisol libre urinario, en presencia de obesidad.
- Factores de crecimiento dependientes de la hormona de crecimiento y sus proteínas transportadoras IGF-1 e IGFBP-3. Su utilidad se debe a que su vida media es más larga que la de la GH y a que sus valores se correlacionan. Los valores de IGF-1 están disminuidos en los estados de malnutrición y varían con la edad y estadio puberal.

- Técnicas de imagen:

- Radiografía de la mano izquierda, para la valoración de la edad ósea.
- Resonancia magnética nuclear craneal de la zona hipotálamo-hipofisaria. Las anomalías más frecuentes asociadas al déficit de la hormona de crecimiento son la hipoplasia de la adenohipófisis con o sin sección del tallo hipofisario, la neurohipófisis ectópica y la silla turca vacía.

- Estudios genéticos:

- Cariotipo, para excluir síndromes asociados con talla baja (imprescindible en las niñas para descartar síndrome de Turner) (43 cromosomas, tipo X0).
- Estudios de genética molecular, indicados en los casos con deficiencia idiopática de la GH en los que existan otros casos en la familia; en los casos en que se sospechen alteraciones en los receptores de la GH, como cuando existen IGF-1 e IGFBP-3 bajas con GH normal o elevada; en los casos de tallas bajas familiares con deformidad de Madelung en la madre (anomalía del gen SHOX). Por lo general, estas anomalías se transmiten de forma autosómica recesiva.

- Criterios auxológicos:

A pesar de todas las pruebas complementarias, los criterios auxológicos (definidos por las medidas del cuerpo) continúan siendo los más importantes para enfocar el estudio y el diagnóstico. Entre ellos, destaca la velocidad de crecimiento para considerar una talla baja normal o patológica. No obstante, existen grandes variaciones en la misma, por lo que se deben elegir los intervalos adecuados.

### En adultos
En pacientes con enfermedad hipotálamo-hipofisaria, o con antecedentes de radiación craneal o que hayan sido diagnosticados de deficiencia de la GH en la infancia, se deben practicar las pruebas diagnósticas para demostrar la existencia de insuficiencia de la GH.
Numerosos pacientes con inicio de deficiencia de la GH en la infancia pueden mostrar déficit parcial en la edad adulta, cuyo diagnóstico puede ser difícil, y en los que el tratamiento es una práctica emergente. La deficiencia de la GH persiste en los que eran muy jóvenes en el diagnóstico inicial y los que tienen valores anormales de proteínas transportadoras de los factores de crecimiento similares a la insulina-3  (IGFBP-3) o extremadamente bajos del factor de crecimiento insulínico tipo 1 (IGF-1) después de la finalización del tratamiento de la niñez.
En los pacientes con enfermedad orgánica del área hipotálamo-hipofisaria, la probabilidad de padecer deficiencia de la GH aumenta si además existen otros defectos hormonales de la función antehipofisaria.
Los criterios diagnósticos vigentes no son simplemente el resultado de aplicar los mismos métodos que los empleados en Pediatría para pacientes con trastornos del crecimiento.
El diagnóstico bioquímico presenta grandes dificultades, debidas a las diferencias en la secreción endógena de GH, que se asocia con variables fisiológicas como el sexo, la edad, el grado de adiposidad, la ingesta de alimentos, el estatus nutricional y la actividad física. Los resultados han demostrado que la mayoría de pruebas de estímulo de la secreción de la GH utilizadas en la infancia, como el ejercicio, la L-dopa, la arginina, el glucagón y la clonidina, tienen una escasa capacidad para estimular la secreción de la GH en el adulto, por lo que resulta difícil su reproductibilidad y la estandarización adecuada de los puntos de corte que separen la normalidad de lo patológico.
Las medidas indirectas de la hormona de crecimiento son parámetros que reflejan la concentración de GH durante más o menos tiempo. Los más estudiados, que se utilizan ampliamente en Pediatría, son el IGF-1 y la proteína transportadora de IGF tipo 3 (IGFBP-3). Al contrario de lo que ocurre con los valores séricos de la GH, los de IGF-1 e IGFBP-3 son estables a lo largo del día, por lo que los pacientes no necesitan estar en ayunas en el momento de la toma de la muestra para el análisis. Sin embargo, en adultos tienen un valor diagnóstico limitado.
Actualmente, el diagnóstico de la deficiencia de la GH en los adultos, se basa en la realización de las pruebas de estímulo. Para determinar el diagnóstico del déficit aislado de GH se recomienda realizar al menos dos pruebas de estímulo de las validadas en adultos. Los pacientes con enfermedad hipotálamo-hipofisaria que presentan uno o más déficits asociados de hormonas ante-hipofisarias requieren únicamente una prueba de estímulo para establecer el diagnóstico de deficiencia de la GH. 
La prueba recomendada por la mayoría de expertos es la hipoglucemia inducida por la administración de insulina (ITT). No obstante, presenta varias incomodidades y contraindicaciones, por lo que es necesario disponer de otras pruebas opcionales. De las pruebas que se pueden considerar nuevas, GHRH + arginina es la que ha mostrado un mayor valor diagnóstico. Sin embargo, esta prueba está influida considerablemente por el grado de adiposidad del paciente.
Otra de las pruebas que han demostrado un alto valor diagnóstico es la prueba combinada GHRH + GHRP-6. Reúne casi todas las condiciones para ser considerada la prueba ideal. Los únicos problemas que presenta consisten en la dificultad para disponer del hexapéptido y su coste, inconvenientes que están en vías de solución. En algunos servicios, se utiliza habitualmente como prueba de primera línea, incluso con preferencia a la ITT.

### Transición de la infancia a la edad adulta
La deficiencia de la hormona de crecimiento diagnosticada en la infancia puede persistir en la vida adulta en un alto porcentaje de pacientes, estimado en un 72% en un estudio del año 2002. Después de alcanzar la talla final, se deben repetir las pruebas utilizando los criterios de diagnóstico en el adulto, que difieren de los pediátricos. Los pacientes con deficiencia múltiple severa de hormonas hipofisarias de larga duración, defectos genéticos o grave deficiencia de la GH de origen orgánico, pueden ser excluidos de la repetición de pruebas, por su previsible carácter definitivo. Debe existir una estrecha colaboración entre los endocrinólogos pediátricos y de adultos, para discutir la necesidad de continuación del tratamiento.
En 2005, Lange et al.  encontraron que los pacientes con deficiencia de la GH idiopática (sin causa orgánica conocida) de inicio en la infancia, que en la evaluación según criterios adultos no presentaban deficiencia, tenían niveles reducidos de IGF-1 y de densidad/contenido mineral óseo en comparación con los controles sanos, como sucede en los pacientes que tienen deficiencia de la GH persistente en la edad adulta. Estos hallazgos podrían reflejar el hecho de que los actuales criterios diagnósticos para adultos (es decir, la respuesta a la ITT) no reflejan las consecuencias clínicas de la alteración del eje GH-IGF en adultos jóvenes con déficit de la hormona de crecimiento que fueron tratados con GH en la infancia. Los autores reflexionan sobre la necesidad de realizar más estudios sobre las indicaciones y procedimientos de diagnóstico de la deficiencia de la GH.

## Tratamiento
La deficiencia de la GH se trata mediante la sustitución de la GH con inyecciones diarias bajo la piel (subcutáneas) o intramusculares de la hormona de crecimiento humana sintética, producida por tecnología ADN recombinante. Tanto en niños como en adultos, los costes del tratamiento en términos de dinero, esfuerzo e impacto en el día a día, son muy elevados. 
La GH es una de las hormonas más utilizadas en la suplementación desde hace años. Recientes conclusiones del efecto beneficioso de la GH sobre el metabolismo han ampliado la gama de sus indicaciones, aunque los altos costos económicos de un tratamiento a largo plazo, sugieren que la selección de los posibles candidatos para la terapia debe ser muy cuidadosa. No obstante, la seguridad de la GH recombinante humana es actualmente un tema de intenso debate médico y de investigación. Se necesita la realización de estudios controlados a largo plazo para intentar aclarar las consecuencias de la deficiencia aislada de la GH en la infancia y la seguridad a largo plazo de su tratamiento sustitutivo hormonal.

### En niños
El tratamiento consiste en inyecciones de hormona del crecimiento, aplicadas en su domicilio, por lo general una vez al día, preferiblemente por la noche. Los niños mayores, a menudo pueden aprender a aplicarse ellos mismos la inyección.
El tratamiento con GH es continuado a largo plazo, generalmente durante varios años. El niño debe ser evaluado regularmente por el médico para garantizar que el tratamiento esté funcionando y para ajustar la dosis del medicamento en caso necesario. Las revisiones suelen incluir analíticas sanguíneas y radiografías. 
En general, se ha demostrado que la GH es una hormona segura cuando se usa en las dosis recomendadas. Las reacciones adversas al tratamiento con GH han sido cuidadosamente documentadas en una revisión llevada a cabo por Krysiak R. et al.. La mayoría de los efectos adversos son reacciones locales en el lugar de la inyección, que raramente ocasionan la interrupción del tratamiento. Dolor de cabeza, náuseas y fiebre, que son generalmente autolimitados y se toleran bien. 
Las reacciones adversas observadas especialmente en los niños incluyen la hipertensión intracraneal idiopática transitoria (también conocida como pseudotumor cerebral) que se resuelve tras la suspensión de la GH y su reinicio con una dosis baja.  La ginecomastia (aumento del tamaño de las mamas) y el deslizamiento de la epífisis de la cabeza femoral (desplazamiento de los huesos a la altura de la cadera). Otros efectos secundarios, tales como edema o síndrome del túnel carpiano, se observan con mayor frecuencia en adultos que en niños y pueden ser el resultado de la retención de líquidos causada por la GH.
Se ha documentado que el tratamiento con GH ejerce efectos beneficiosos sobre los diversos factores de riesgo cardiovascular precoz, que presentan los niños con deficiencia de la GH.

### En adultos
La terapia de sustitución con la GH induce cambios favorables en los índices metabólicos y mejora la composición corporal, la densidad ósea y la remodelación, el rendimiento físico y cardíaco, y la calidad de vida en general. No obstante, faltan evidencias de mejoría en las tasas de mortalidad.
Un trabajo de 2014, en el que se realiza una revisión sistemática de los estudios publicados hasta la fecha, concluye que el tratamiento con la hormona del crecimiento en los adultos tiene un efecto positivo sobre el riesgo cardiovascular y el metabolismo óseo. Con respecto a la seguridad del tratamiento con hormona de crecimiento a largo plazo en pacientes adultos, muestran resultados tranquilizadores para el riesgo de aparición o desarrollo de tumores malignos, si bien el tiempo de seguimiento es aún relativamente corto para poder extraer conclusiones firmes.

### Transición de la infancia a la edad adulta
Algunos datos han revelado que varios trastornos metabólicos, incluyendo un aumento en el tejido adiposo visceral, una disminución de la masa corporal magra y una alteración del perfil lipídico, podrían aparecer entre 12-24 meses después de la retirada
de la terapia, por lo que algunos autores no recomiendan la revaluación y la interrupción del tratamiento.
La retirada del tratamiento con GH en adultos jóvenes con deficiencia de la GH de inicio en la infancia, deficiencia parcial de la GH y anomalías hipotálamo-hipófisis estructurales, puede dar lugar a graves deficiencias de GH, alteración de los parámetros metabólicos y evolución a deficiencias de hormonas pituitarias. Se debe considerar una segunda investigación en adultos jóvenes con deficiencia de la GH parcial o con sospecha de su existencia por la sintomatología y por la insatisfactoria o discordante respuesta de GH bioquímica (donde está contraindicado ITT y los puntos de corte para las otras pruebas validadas están ausentes) antes del alta del paciente o antes de instaurar un tratamiento de reemplazo con GH durante toda la vida.
La cuestión de si se debe interrumpir el tratamiento con la GH y/o cuándo hacerlo, debe ser considerada individualmente, teniendo en cuenta el coste y el riesgo/beneficio. En pacientes con deficiencia múltiple de hormonas hipofisarias, la falta de GH se considera definitiva.
El reciente reconocimiento de un síndrome clínico característico asociado con la insuficiencia de la secreción de la GH y el potencial de reversión de muchas de sus características con GH recombinante humana, ha llevado a un examen más detenido de la función fisiológica de la GH después de haberse completado el crecimiento lineal y ha promovido la conveniencia de revisar la simple dosificación basada en el peso y superficie corporal utilizados para tratar la deficiencia de GH en la infancia, basándose en el crecimiento lineal como único marcador para evaluar el efecto de la GH. Está claro que la monitorización de otros parámetros diferentes al crecimiento lineal ayudarán a refinar el tratamiento con GH y deberían ser incorporados a los protocolos de tratamiento en los niños. Hacen falta nuevos estudios para definir cual es el óptimo tratamiento tanto en el adulto como en el niño. Esta transición solo será posible una vez que se confirmen los beneficios de la GH en adultos y se acepten por los pediatras y endocrinólogos también.
No se dispone de ningún marcador biológico en los adultos equivalente al crecimiento lineal en un niño, que sirva para juzgar la eficacia de la sustitución de GH. La evaluación del reemplazo óptimo de la GH se ve dificultada por las diversas influencias de la GH sobre la salud, la preocupación por la prevención de la acromegalia iatrogénica (causada por niveles excesivos de GH y asociada con un aumento del riesgo de aparición de cáncer colorrectal y la creciente creencia de que el riesgo de desarrollar ciertos tipos de cáncer puede, al menos en parte, estar influenciado por la exposición acumulativa al IGF-1  (mediador principal de los efectos de la GH).
El tratamiento con la hormona del crecimiento en la deficiencia de la GH de inicio en la edad adulta invierte sus muchas alteraciones metabólicas, modificando la composición corporal, la masa ósea, los numerosos factores de riesgo cardiovascular, y mejora la calidad de vida. En pacientes adultos con un diagnóstico previo de deficiencia de la GH con aparición en la niñez, la falta de tratamiento también produce alteraciones similares, que se corrigen con el tratamiento con GH. 

## Pronóstico
En determinadas situaciones patológicas, la disminución de la secreción de la hormona del crecimiento es reversible y se normaliza cuando desaparece el factor que la causa. Dentro de este grupo se incluye la obesidad extrema, el hipotiroidismo, la diabetes mellitus, la enfermedad celíaca, el síndrome de Cushing, el tratamiento con corticoides, la anorexia nerviosa, la carencia afectiva y el fallo renal y hepático. Algunos autores también incluyen en este apartado el retraso constitucional de crecimiento y desarrollo.